# Anarmodia nebulosalis
Anarmodia nebulosalis là một loài bướm đêm trong họ Crambidae.